# Stabławki (Sępopol)
Stabławki (deutsch Stablack, Kreis Gerdauen) war eine Ortschaft in der Region der heutigen Woiwodschaft Ermland-Masuren in Polen im Gebiet der Stadt- und Landgemeinde Sępopol (Schippenbeil) im Powiat Bartoszycki (Kreis Bartoszyce (Bartenstein)).
Stabławki lag an der Alle (polnisch: Łyna) im polnisch-russischen Grenzgebiet und war auf nur unwegsamer Straße von Lipica (Lindenau) aus zu erreichen. Bis 1945 hieß das Gutsdorf  „Stablack“ und gehörte seit 1874 zum Amtsbezirk Lindenau (polnisch: Lipica) im Landkreis Gerdauen im Regierungsbezirk Königsberg der preußischen Provinz Ostpreußen. 
Im Jahre 1910 lebten in Stablack 43 Einwohner. Am 30. September 1928 gab der Ort seine Eigenständigkeit auf und wurde in die (nach 1945 auf russischem Staatsgebiet gelegene) Landgemeinde Groß Schönau (russisch: Peskowo, nicht mehr existent) eingemeindet. 
Kirchlich war Stablack vor 1945 mit seiner fast ausnahmslos evangelischen Bevölkerung in das Kirchspiel Groß Schönau–Lindenau eingepfarrt, wobei Groß Schönau das Kirchdorf war. Es gehörte zum Kirchenkreis Gerdauen (heute russisch: Schelesnodoroschny) innerhalb der Kirchenprovinz Ostpreußen der Kirche der Altpreußischen Union. Letzter deutscher Geistlicher war Pfarrer Walter Kallwitz.
Infolge des Zweiten Weltkrieges kam der Ort mit dem südlichen Ostpreußen zu Polen und wurde aufgegeben.